# Marlène Lie A Ling
Marlène Lie A Ling is een Surinaams danser, dansdocent en choreograaf. Zij was mede-oprichtster en prima ballerina van het Nationaal Ballet Suriname. Zij is oprichtster en eigenaresse van Balletschool Marlène, Marlène's Ballet Company en het Folkloristisch Ensemble Paramaribo. Haar choreografie won in 2012 de hoofdprijs tijdens het internationale FIDA-festival in Brazilië.

## Biografie

### Opleiding
Marlène Lie A Ling werd rond 1947/1948 in Paramaribo geboren en kreeg vanaf haar vijfde balletles bij het bij het Cultureel Centrum Suriname (CCS). Aanvankelijk kreeg ze les van 
Maria Huisman en Cobie Verhoeven en vervolgens van Percy Muntslag, Jeanette Miranda en Gerda Zaandam. Ze gaf zelf ook les en danste veel hoofdrollen.
Ze was tussen 1968 en 1971 in Nederland waar ze aan de Rotterdamse Dansacademie een studie voor danseres en danslerares voltooide in klassiek ballet, moderne dans en karakterdans. Na afloop van haar studie kreeg ze bij de dansacademie een baan aangeboden. Ze weigerde niettemin, omdat ze terug wilde naar Suriname om de danscultuur op een hoger niveau te kunnen tillen.

### Balletschool en prima ballerina
Vanaf 4 oktober 1971 is ze in Suriname actief in de danswereld, onder meer als danslerares, en op 3 november 1975 richtte ze een eigen dansschool op onder de naam Balletschool Marlène. Hierin startte ze met lessen voor alle leeftijden en niveaus in de stijlen ballet (klassiek ballet, moderne dans en jazzballet) en Surinaamse en internationale folkloredansen.
In 1978 was ze mede-oprichtster en tot en met 1982 prima ballerina bij het Nationaal Ballet Suriname. In dat jaar had ze samen met toen nog beginnend Maikel Austen de hoofdrol in Revolutie '80, een stuk over de voortekenen van de militaire coup waarvan zij ook de choreografie schreef.
In 1986 voerde ze vanuit haar school voor het eerst Het zwanenmeer op, met daarin Roberto Ong A Kwie en Jane Tjon A Tjieuw in de hoofdrol. Rond deze tijd trad ook Evita Issa toe tot haar leerlingengroep.
Eind jaren 1990 organiseerde ze voor de eerste keer de Family Christmas Show waar een groot aantal leerlingen van haar balletschool aan deelnemen. Ook in de jaren erna organiseerde ze deze show, met per jaar meerdere voorstellingsdagen en eind jaren 2010 meer dan twintig edities.
In 2019 was haar balletschool een van de groepen die het benefietevenement Save Thalia met een voorstelling steunde in de Anthony Nesty Sporthal. Tijdens de coronapandemie ging ze over tot het geven van online balletlessen.
In 2022 kreeg zijn de prijs voor artistieke erkenning tijdens het Circuito Norte emdanza (Noordelijk danscircuit) in Belém in Brazilië.

### Dansgezelschappen
In 1986 besloot ze meer met het talent te willen doen uit haar dansschool en besloot ze twee dansgezelschappen op te richten: de Marlène's Ballet Company (MBC) en het Folkloristisch Ensemble Paramaribo (FEB). Met beide gezelschappen heeft ze veelvuldig opvoeringen gegeven in binnen en buitenland, waarbij haar groepen meermaals in de prijzen viel. In 2012 won ze met haar MBC de hoofdprijs voor choreografie op het 19e Festival Internacional de Dança Amazônia (FIDA). Met het FEB woonde ze in de loop van de jaren ten minste 18 folklorefestivals bij.

## Onderscheidingen
In 2000 werd ze onderscheiden met de Rotary Vocational Excellence Award. In 2005 werd ze benoemd tot Officier in de Ereorde van de Gele Ster.